# 弓道場

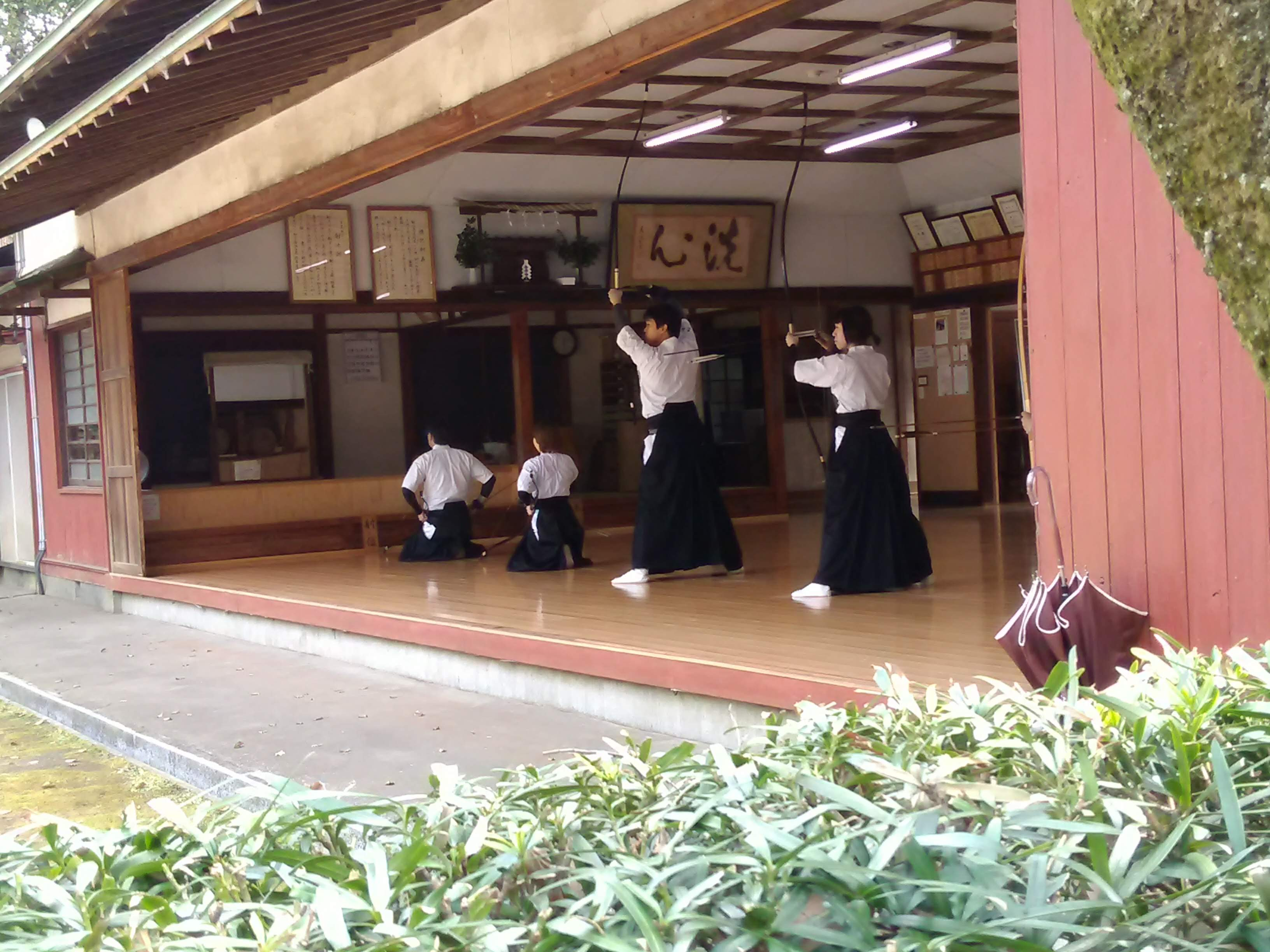
弓道場（三島大社・静岡県三島市）

弓道場（きゅうどうじょう）とは弓道・弓術を行うための施設。近的場と遠的場の2種類がある。危険を伴う弓矢を扱うので、安全に配慮した設計がなされている。

## 構成
弓道場のメインは射手が的に向かって弓を引く射場と矢道（中庭）を挟んで向かいにある的を設置した的場である。射場には高い天井が設けられており的場に向かって開口している。射場は南に向かって射るように配置するのが最善、東に向かって射るように配置するのが次善と言われている。これには合理的な理由があり西に向かって射るように配置すると西日の光線の影響を受け、北に向かって射るように配置すると的場の安土（土盛り）が南面して直射日光にさらされ乾燥してしまい管理が難しくなるためである。

### 射場
射手が的に向かって弓を引く場所。審判員席がある方向を脇正面、的の方向を的正面という。また脇正面には上座があり神棚、日章旗などが置かれる。
射位
射位は射手が実際に立って弓を引く位置である。和弓の競技には近的と遠的がある。これに応じて的面からの距離が28メートル（近的）または60メートル（遠的）となっている。
射手が並ぶ間隔は1.5〜2.0m程度で6人立て程度の弓道場が多い。大型弓道場では12人立ての弓道場もある。
本座
射位から数歩下がった位置。
審判席（師範席）
競技などで審判や審査員などが座る席。採点のため的場や射手の礼儀作法が見られるよう的場に向かって右手側に配置される。

### 矢道・矢取道
矢道（中庭）
射場と的場までの矢が通る中庭の部分で、屋根はなく、地面には黒土を敷き詰めたり、芝生が張られている。的場に向かって少し上り勾配になっていることが多い。途中に落ちた矢を保護するなどのために土や芝などが敷かれている。
矢取道
矢道の脇には矢取り道が設けられ、的場に矢を取りに行く者はここを通る。観客席を設ける場合、観客が射手の背面ではなく正面を見ることができるよう観客席は的場に向かって右手側に設置されるため、矢取道は的場に向かって左手側に設置される。

### 的場
近的の的場を説明する。
垜（安土）
的を候串（ごうぐし）で刺し立て、矢を受け止めるための土盛り。安土には主に川砂または土が使用され、川砂や山砂、大鋸屑（おがくず）を適度に混ぜ合わせ、50度前後の傾斜をつけ盛る（塩分を含む海砂は矢が錆びる原因となるので好まれないが、よく洗って混ぜることはある）。土が持ち込めない場所では土以外の素材が用いられる。道場から発射される矢を受け止める。射られた矢が的から外れた場合、安土がクッションの役割を果たし矢が変形しないようにする。的に的中した場合もほとんどの場合的を貫通し安土に刺さるので、外れた場合と同じような役割を果たす。
看的所
安土の脇にあり、競技の際に看的をする者が詰めたり、的や安土を整備するための道具を収納したりする部屋または小屋。
矢除板
矢が的場の屋根を飛び越して場外に出るのを防ぐ装置。このほか「防矢ネット」を設置したり、窓がある看的所には「アクリル板」や「強化ガラス」を設置したりするなど、一般に弓道場では安全のための配慮がされている。

### 付帯設備
投光器
夜間に照明器具によって矢道や的場を照らし、的や矢をわかりやすくする。
巻藁室
巻藁を常設した部屋。矢が巻藁をはずれると壁や窓ガラスが破損するので背後に畳を立てる。